# Albergo della Vacca

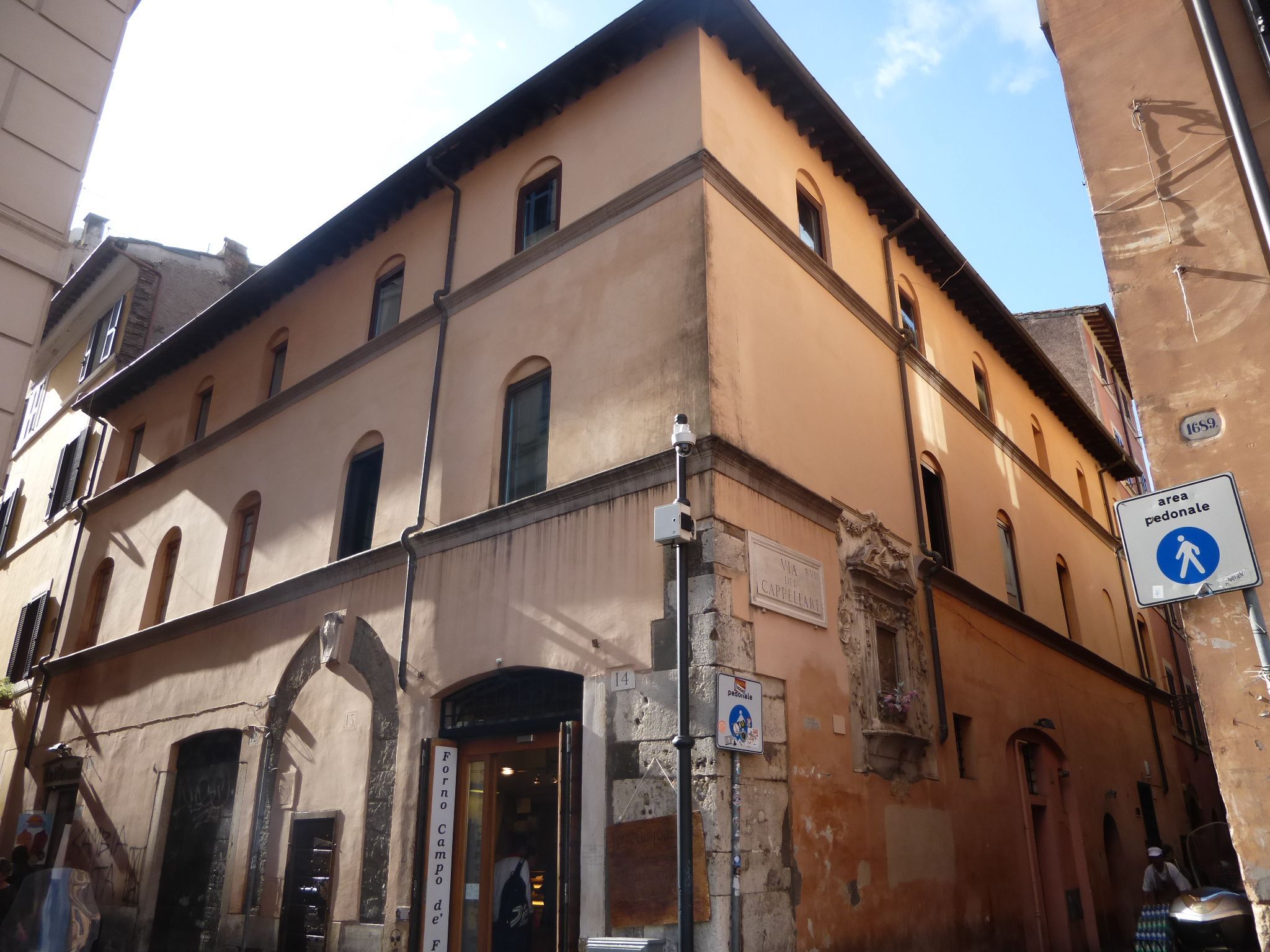
Vista da Locanda a partir do Campo dei Fiori.

Albergo della Vacca, conhecida também como Locanda del Gallo di Vannozza Cattanei, é uma antiga pousada localizada na esquina do Vicolo del Gallo (nº 11-14) com a Via dei Cappellari, no rione Regola de Roma, numa das esquinas do Campo dei Fiori.

## História
Provavelmente o edifício mais famoso no Campo dei Fiori, esta antiga pousada, que na época não tinha acesso diretamente à praça, foi adquirida no segundo decênio do século XVI por Vannozza Cattanei, a amante do papa Alexandre VI Bórgia quando ele ainda era cardeal e mãe de Lucrezia, Cesare, Giovanni e Gioffre, todos nascidos no local. Cesare ficou famoso por sua astúcia e por suas incansáveis tentativas de criar um reino para si próprio (para Maquiavel, ele era o protótipo do príncipe italiano) e Lucrezia, por sua beleza e pelo escândalo do suposto uso de veneno para eliminar seu segundo marido. Ainda hoje o edifício é destacado pelo brasão familiar de Vannozza. Ele está dividido em quatro zonas: no à esquerda, um boi ("a vacca"), embaixo à direita, seis faixas claras e escuras alternadas, ambos símbolos dos Bórgia, no alto à direita e embaixo à esquerda, a repetição da combinação um leão empinado (arma dos Cattanei) e um leão saindo (arma de Carlo Canale, o terceiro marido de Vannozza) e mais um compasso, cuja referência é obscura. Vannozza era proprietária de uma pousada do outro lado da rua.
No início da Via dei Cappellari, na lateral do Albergo, está uma Madona do século XVIII de grandes dimensões, conhecida localmente como Madonna dell'Immacolata, preservada em uma moldura ricamente decorada com ramos, folhas, cravos, lírios, pequenas conchas e outras flores de estuque em baixo relevo. Abaixo dela, no interior de uma pequena cartela de mármore, pode-se ler a inscrição dedicatória: "TOTA PULC(H)RA ES ET MACULA NON EST IN TE" ("És toda bela e não há mácula em ti").

## Galeria

Imagens da igreja
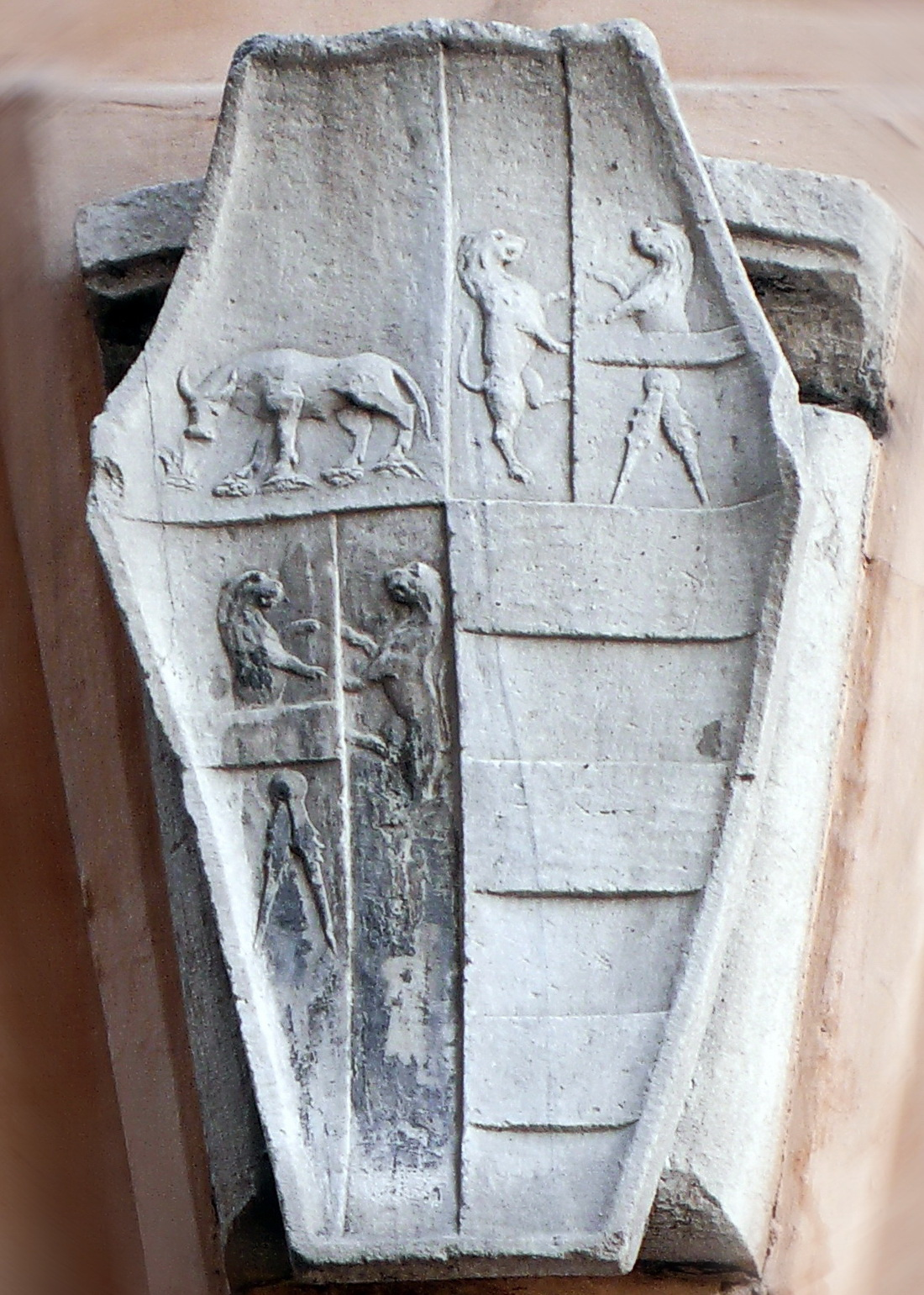
Brasão no Vicolo del Gallo.
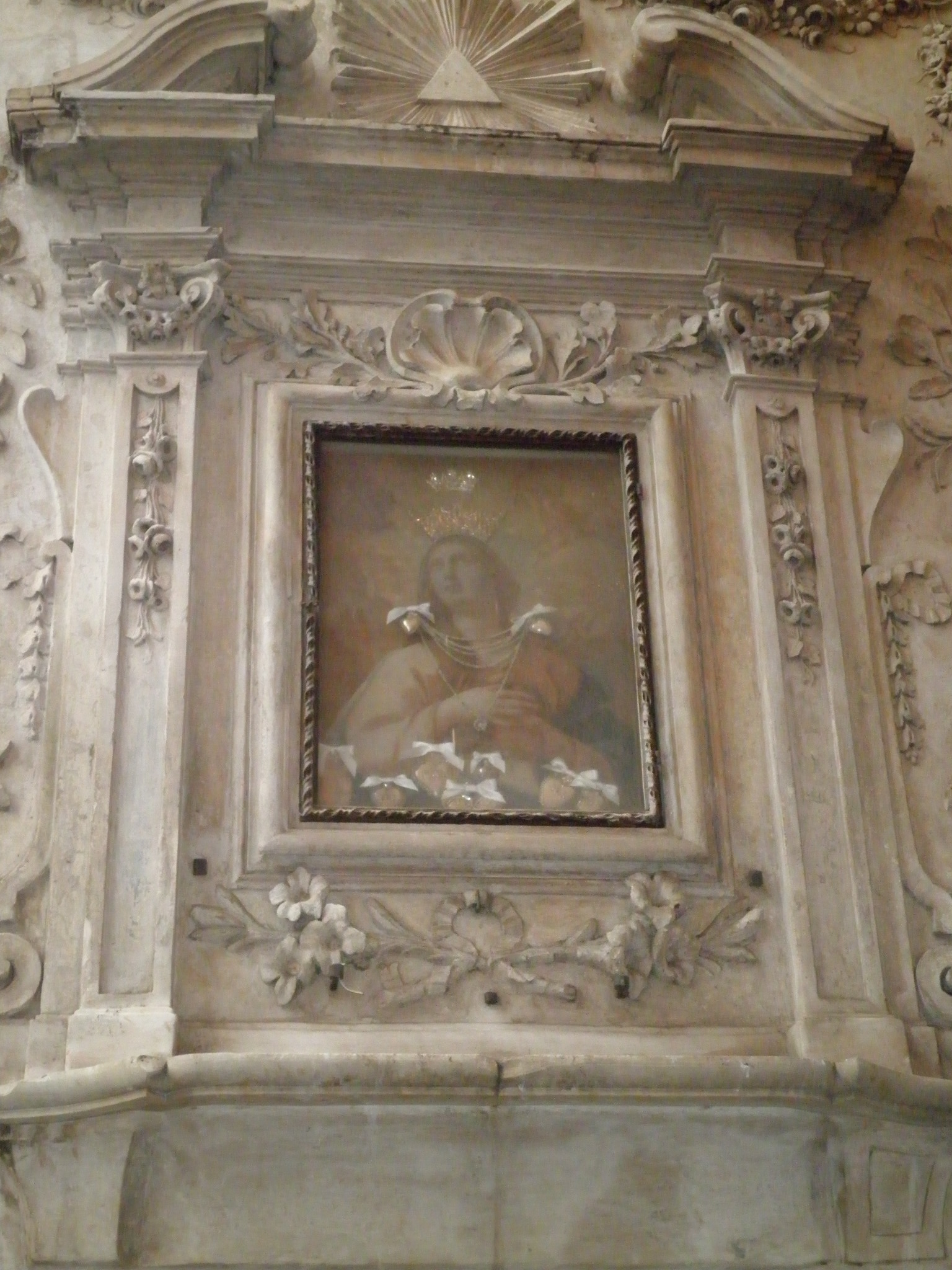
Madonna dell'Immacolata na Via dei Cappellari.